# Mooringsport
Mooringsport is een plaats (town) in de Amerikaanse staat Louisiana, en valt bestuurlijk gezien onder Caddo Parish.

## Demografie
Bij de volkstelling in 2000 werd het aantal inwoners vastgesteld op 833.
In 2006 is het aantal inwoners door het United States Census Bureau geschat op 811, een daling van 22 (-2,6%). In 2020 bedroeg het aantal inwoners 748.

## Geografie
Volgens het United States Census Bureau beslaat de plaats een oppervlakte van
3,0 km², geheel bestaande uit land. Mooringsport ligt op ongeveer 61 m boven zeeniveau.

## Plaatsen in de nabije omgeving
De onderstaande figuur toont nabijgelegen plaatsen in een straal van 20 km rond Mooringsport.

## Geboren in Mooringsport
- Lead Belly (1888-1949), zanger en gitarist